# Franciszek Ryling
Franciszek Ryling (ur. 1 stycznia 1902 we Lwowie, zm. 9 maja 1986 w Katowicach) – polski skrzypek, dyrygent, pedagog i kompozytor.
Studiował w Polskim Towarzystwie Muzycznym we Lwowie grę na skrzypcach u J. Cetnera oraz teorię muzyki i kompozycję u Mieczysława Sołtysa. W 1945 wraz z innymi Polakami wypędzony ze Lwowa, osiedlił się na Śląsku, gdzie rozpoczął pracę w Polskim Radio w Katowicach (zakończył pracę w 1952 jako kierownik redakcji audycji muzycznych). Od 1952 pracował w Państwowej Wyższej Szkole Muzycznej w Katowicach (od 1958 jako prodziekan).
Obok działalności pedagogicznej we Lwowie i Katowicach (od 1958 docent PWSM), współpracował z ruchem śpiewaczym jako dyrygent i prelegent oraz kompozytor pieśni chóralnych i opracowań melodii ludowych. Brał udział w kilkuset koncertach, audycjach radiowych, występach okolicznościowych, zdobywając dla swych zespołów na licznych konkursach odznaczenia i czołowe miejsca.
Wydał kilkanaście śpiewników, m.in. Zadzwoń, pieśni, Spotkajmy się w piosence, Na naszą nutę, Śpiewnik swojski.